# Xylopia rubescens
Xylopia rubescens är en kirimojaväxtart som beskrevs av Daniel Oliver. Xylopia rubescens ingår i släktet Xylopia och familjen kirimojaväxter. Utöver nominatformen finns också underarten X. r. klaineana.